# Rabdomyoom
Een rabdomyoom is een goedaardige tumor van het dwarsgestreept spierweefsel. Het is de op een na meest voorkomende primaire tumor, ontstaat op de kinderleeftijd of in de vroege jeugd, gewoonlijk als gevolg van de zeldzame ziekte tubereuze sclerose.
De kwaardaardige variant van deze tumor is het rabdomyosarcoom.